# Partit Democràtic Unit
El Partit Democràtic Unit (en anglès: United Democratic Party o UDP) és un partit liberal d'oposició a Tanzània creat l'any 1992.

## Història electoral

### Eleccions presidencials[2][3]
| Elecció | Candidat de partit | Vots               | %                  | Resultat           |
| ------- | ------------------ | ------------------ | ------------------ | ------------------ |
| 1995    | John Momose Cheyo  | 258,734            | 3.97%              | Perdut             |
| 2000    | John Momose Cheyo  | 342,891            | 4.20%              | Perdut             |
| 2005    | No es va presentar | No es va presentar | No es va presentar | No es va presentar |
| 2010    | No es va presentar | No es va presentar | No es va presentar | No es va presentar |
| 2015    | No es va presentar | No es va presentar | No es va presentar | No es va presentar |

### Eleccions d'Assemblea nacional[2][3]
| Elecció | Vots    | %     | Escons         | +/– | Posició | Govern   |
| ------- | ------- | ----- | -------------- | --- | ------- | -------- |
| 1995    | 213,547 | 3.32% | 4 / 285 (1.4٪) | 4   | 5è      | Oposició |
| 2000    | 315,303 | 4.44% | 4 / 285 (1.4٪) | 0=  | 4t      | Oposició |
| 2005    | 155,887 | 1.44% | 1 / 324 (0.3٪) | 3   | 6è      | Oposició |
| 2010    | 113,148 | 1.47% | 1 / 350 (0.3٪) | 0=  | 5è      | Oposició |
| 2015    | 13,757  | 0.09% | 0 / 367 (0٪)   | 1   | 8è      | Oposició |